# 程远
程远（1904年—1968年1月），原名程其英，女，四川萬縣人，中国学者、社会活动家。

## 生平
1923年到1925年，程远在德國柏林大學及哥廷根大學学习。1929年，再次赴德国留學，參加國際社會主義戰鬥同盟、反帝同盟等社会團體，反對法西斯主義，1933年被德国驅逐出境而回國。
1935年，上海发生“怪西人案”，学者刘思慕（中共地下党员）遭到叛徒陆海防出卖，其全家遭到军统追捕，受到程远掩护而脱险，程远自己则因此受牵连而被逮捕关押四个多月，后獲釋。
抗日战争爆發后，程远出任上海第十四傷兵醫院代院長，主持量才流通圖書館、補習學校以及劇團；后来主辦重慶七七圖書館、宣傳隊以及印刷廠。1940年，程远担任重慶私立孤兒院小學校長。1943年后，任教于重慶北碚江蘇醫學院和復旦大學。
1950年起，程远在北京任國際新聞局德文翻譯，1957年調到北京大學西語系任教。“文化大革命”中，程远遭受殘酷迫害，于1968年1月逝世。
“文化大革命”结束后，经其亲属及胡兰畦等朋友申冤，并经刘思慕作证，程远获得平反，并补开了追悼会。

## 婚姻子女
1925年左右，在德国与谢唯进结婚，并生有一子谢罕生。不过两人的婚姻非常短暂，30年代前已经离婚。